# Juan Martínez Silíceo
Juan Martínez Silíceo (né à Villagarcía de la Torre, Estrémadure, Espagne, en 1486 et mort à Tolède le 31 mai 1557), est un cardinal, mathématicien et logicien espagnol du XVIe siècle.

## Repères biographiques
Juan Martínez Silíceo naît dans une modeste famille de laboureurs cristianos viejos d'Estrémadure. Promis à une vie de berger par sa famille, il quitta la maison paternelle pour aller dans la ville prochaine de Llerena, où il étudia les rudiments de grammaire, et à Séville il s'initia à la philosophie au prix de nombreuses privations. Il partit ensuite pour Valence, avec l'intention de prendre la route de Rome, quand un ami clerc l'emmena à Paris. Il étudia alors à l'Université de Paris (où il vécut également dans des conditions difficiles, se contentant de l'aumône) dans les dernières années où y florissait le nominalisme dans le sillage du cercle de John Mair, notamment sous l'écossais Robert Galbraith au Collège de Coqueret et du belge Jean Dullaert de Gand, au Collège de Beauvais. Il s'y illustra également surtout par ses études de mathématiques, et il s'intéressa en particulier aux Calculatores de la tradition d'Oxford (en particulier Roger of Swyneshed, dont il édita les œuvres). Il fut ensuite appelé pour occuper une chaire de philosophie à Salamanque, où il fut collégial de San Bartolomé, et entra dans les ordres à une date inconnue (en 1525, on sait qu'il fut nommé chanoine magistral de Coria). Il y eut notamment pour élève le futur médecin Gómez Pereira. En 1534, l'empereur Charles Quint nomme Martínez Silíceo tuteur, aumônier et confesseur du prince Felipe, le futur roi Philippe II d'Espagne. En 1541 il est élu évêque de Carthagène et en 1546 il est promu archevêque de Tolède, comme successeur de Juan Pardo de Tavera. C'est lui qui 1548 introduisit les fameux 'estatutos de limpieza de sangre' à la cathédrale de Tolède. Le pape Paul IV le crée cardinal lors du consistoire du 20 décembre 1555. À Tolède, il fonda le Colegio de Doncellas Nobles, le Colegio de Infantes et le monastères de Recogidas de Santa Maria la Blanca. Il se révéla également un ennemi acharné de la Compagnie de Jésus naissante, en s'opposant notamment à la construction d'un nouveau collège à Alcalá. Il s'arrangea pour faire acheter toutes les maisons aux alentours du premier collège, et ainsi d'éviter toute possibilité d'agrandissement. Ce n'est qu'après sa mort que les Jésuites pourront entreprendre la construction de leur Colegio Maximo dans cette ville.

## Ouvrages
Polymathe, Siliceo publie de nombreux traité, et notamment un art arithmétique, ainsi que plusieurs livres de calcul et des dissertations tant philosophiques que religieuses : 
- Ars Arithmetica... in theoricen et praxim scissa, omni hominum conditionis perque utilis et necessaria (Parisiis, 1513); (Pariss, 1514); (Paris, 1519); (Paris, s.a. 1526); (Valence, 1544).
- Arte calculatorio (Salamanque, 1520).
- Calculatoris Suiset Anglici sublime et prope divinum opus in lucem recenter emissum, a multis quibus antes hac conspesum fuerat medii expitum et novis compendiosisque titulis illustratum novo tandem ordine quo lucidius foret digestum atque distinctum, cura atque diligentia philosophi Silicei. Salamanque, 1520.
- In Aristotelis Perihermeneias, Piores, Topica et Elenchos, publiée à Paris.
- Siliceus in eius primem Alfonseam sectionem in qua primaria dyalectrices elementa comperiuntur argutissime disputata, (Salamanque, par Laurentius de Hondedeis, 1517).
- Lógica breuis J. M. Silicei in artibus et sacra theologia M. Nunc demum ab eodem mundior et in multis locupletata prodiit (Salamanque, 1518).
- Declaracion del Pater noster, y Aue María (Tolède, 1551).
- Defensorium Statuti Toletani (Tolède, s.a.).
- De divino nomine Iesu per nomen Tetragrammaton significato, In Canticum Magnificat, In Orationem Dominicam et Salutationem Angelicam (Tolède, 1550).